# Aconit (corvette)
Pour les articles homonymes, voir Aconit.
L’Aconit est une corvette des Forces navales françaises libres (FNFL) qui a participé à la Seconde Guerre mondiale, cédée par la Royal Navy. Sous les ordres du lieutenant de vaisseau Jean Levasseur, l’Aconit s'est rendu célèbre pour avoir coulé deux sous-marins allemands lors de la seule journée du 11 mars 1943 en escortant le convoi HX 228. Il est avec le sous-marin Rubis, l'un des deux seuls navires fait compagnon de la Libération. Rendue aux Britanniques en 1947, la corvette est revendue la même année à une société privée et sert pour la chasse à la baleine. Le navire est mis à la casse en 1967.

## Historique

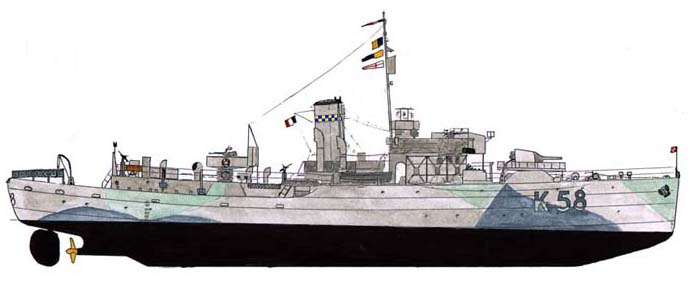
Profil de l’Aconit en 1942.

Cette corvette, du type britannique Flower a été construite par le chantier naval Ailsa Shipbuilding Company en Écosse. Elle est l'une des neuf unités armées par les FNFL sur les 267 construites.

## Opérations

### Seconde Guerre mondiale

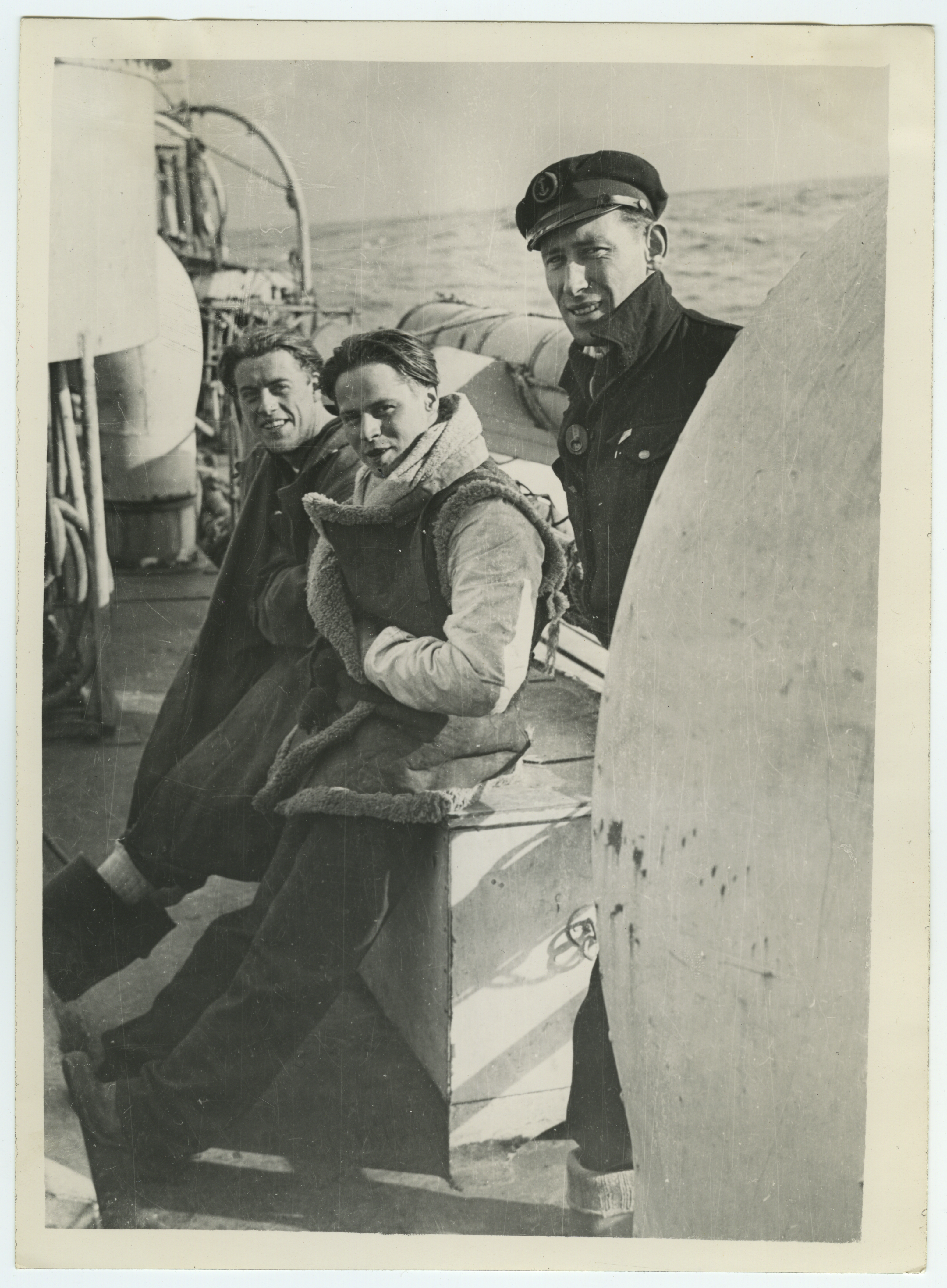
Deux sous-mariniers allemands capturés le 11 mars 1943.

Durant la Seconde Guerre mondiale, l'Aconit escorte 116 convois, passant 728 jours à la mer.
Le 24 décembre 1941, l'Aconit fait partie d'une flottille FNFL commandée par le vice-amiral Muselier et composée du sous-marin Surcouf et des corvettes Mimosa et Alysse qui rallie Saint-Pierre-et-Miquelon à la France libre.
Du 5 mars au 14 mars 1943, l'Aconit escorte à travers l'Atlantique nord le convoi HX 228 avec le groupe d'escorte B3. Ce convoi, de 61 cargos, part de New York le 28 février 1943 à destination de Liverpool. Le Groupe d'escorte britannique B3, composé de quatre destroyers et quatre corvettes dont trois FNFL (outre l'Aconit, les deux corvettes Renoncule et Roselys), le prend en charge au large de Terre-Neuve. L'escorte est renforcée par le porte-avions d'escorte USS Bogue et ses deux destroyers.
Le 11 mars 1943, l'Aconit éperonne l'U-444 vers le milieu de la nuit. Le matin, la corvette attaque au canon l'U-432 et l'achève en l'éperonnant de son étrave, coulant le même jour deux sous-marins allemands, les deux seuls sous-marins coulés par l'escorte de ce convoi. Lors de ce combat naval. Le convoi perdra quatre cargos et un escorteur, le HMS Harvester.
La corvette Aconit est faite Compagnon de la Libération et décorée de la Croix de guerre 1939-1945 et elle reçoit la médaille de la Résistance française. L’Aconit a aussi reçu une citation de la part de l'Amirauté britannique. Son commandant, le lieutenant de vaisseau Jean Levasseur, est également Compagnon de la Libération

### Après la guerre
Après la guerre, il est utilisé comme navire école avant d'être rendue à la Royal Navy le 30 avril 1947 et rebaptisé HMS Aconite. Quelques mois plus tard, en juillet 1947, il est revendu à une société civile qui l'emploie à la chasse à la baleine.
Il est envoyé pour la ferraille en janvier 1967, à Bruges.